# Таємниця карпатського замку
«Таємниця Карпатського замку» (чеськ. Tajemství hradu v Karpatech) — кольоровий комедійний художній фільм 1981 року виробництва Чехословаччини, створений режисером Олдржихом Липським.
Фільм знято за мотивами роману Жюля Верна «Замок у Карпатах». Оперний співак Фелікс дізнається, що його померла наречена, можливо, жива, та утримується злим бароном у замку. Намагаючись визволити кохану, Фелікс опиняється в цьому замку, наповненому фантастичними винаходами.

## Виробництво
Цей фільм знаменує третю й останню співпрацю Липськт зі сценаристом Їржі Брдечка. Реквізит створив художник Ян Шванкмаєр.

## Сюжет
Дія фільму відбувається в жовтні 1897 року. Відомий оперний співак, граф Фелікс Телеке, подорожує Карпатами в компанії свого слуги, щоб забути минуле. Біля руїн замку обоє знаходять при смерті молодого чоловіка. Місцевий вчитель, який проїжджав поруч, впізнає в ньому лісничого Вільяма, що закоханий у Меріотту, дочку сільського шинкаря. Вчитель доставляє всіх трьох до села Вишні Вурдалаки. Фелікс дає Вільяму ліки та хоче послухати, що сталося з ним біля замку. Але той не може нічого пригадати. Тим часом за селом шпигує дивакуватий барон Рудольф фон Горц, власник замку. Фелікс, почувши ім'я барона, розумує, що це викрадач тіла його померлої коханої, оперної діви Сальси.
Вільям згадує, що чув у замку оперний спів і коли зазирнув до вікна, то побачив прекрасну жінку, але зірвався. Спів знову звучить і Фелікс і Вільям і вирушають до замку, вважаючи, що Сальса насправді жива. Всередині для них приготовано вечерю, замок наповнений мікрофонами, камерами спостереження та автоматичними дверима. Фелікс і Вільям зустрічають Рудольфа фон Горца та його спільника, професора-винахідника Орфаніка. Найбільше барон пишається фонографом, на розмови про який він повсякчас відволікається.
Врешті барон погоджується показати Сальсу, яку тримає приспаною. Фелікса приголомшує ударом по голові посіпака барона, удаваний глухонімий Тома. Фелікс розуміє, що Рудольф фон Горц не випустить його з замку живим, але сподівається, що на порятунок уже вирушив загін поліції. Барон уже знає про наближення загону, тому наказує Орфаніку замінувати замок.
Спів Фелікса ламає механізм, який відкриває прихований вихід. Фелікс бачить Сальсу, але це виявляється зображення на екрані. На вимогу показати справжню Сальсу, барон демонструє, що бачена раніше жінка була рухомим манекеном. Унаслідок вибуху її забальзамоване тіло розсипається на пил. Барон наказує Томі застрелити Фелікса. Орфанік, розчарований рішенням свого хазяїна підірвати замок, останньої миті стріляє в Тому та хоче зарізати Рудольфа фон Горца. Та через несправність протеза Орфанік гине сам, а барон тікає. Тома відволікає Вільяма еротичною картинкою, однак, Орфанік з останніх сил заколює його опорою контрабаса.
Фелікс і Вільям покидають замок, у якому Рудольф фон Горц лишається дослухати записаний спів Сальси. Замок вибухає, але в останній сцені виявляється, що всі події фільму були сценарієм опери.

## Відмінності фільму від роману
Основні події фільму взяті з роману Жюля Верна, хоча значно перероблені у гумористичному ключі. Дуже скорочена перша частина, в якій лісничий намагався пробратися до замку, відносини з Меріоттою відверто висміяні, натомість розгорнуто ув'язнення графа, розширено технічну складову та додано динамічне завершення. Обставини смерті Сальси (в романі Стіллі) обіграні комедійно (барон лякає її не своїм «страшним» виглядом, а блазнівською мовою); додано історію з бальзамуванням її тіла в повітронепроникній камері.
Змінено імена та характеристики деяких персонажів — лісничий Ніколас Дек став помічником лісничого Вільямом Дезі, слуга графа Телека Рожек — Ігнацем, сам граф із Франца став Феліксом, Стілла — Сальсою Верде. Доданий удаваний глухонімий слуга барона Тома, в той же час вилучений «лікар» Петек. Меріотта з доньки старости-судді стала дочкою шинкаря (взагалі ж образ, створений Ярославою Кречмеровою, наближений до Проні Сіркової з кінокомедії «За двома зайцями»). Без істотних змін залишилися лише персонажі Орфанік, нагороджений званням професора і механічною рукою, і барон Горц. В оригіналі зображення діви було лише нерухомою ілюзією, створеною за допомогою дзеркал від портрета, тоді як у фільмі воно є звичайним кінозаписом на плівці, що демонструється через проєктор.
Головними технологічними дивами в романі був телефон у залі шинку та фонографи, «що записують голос так, що його не можна було відрізнити від сьогодення». У фільмі ж є безліч хитромудрих пристосувань, а Орфанік записує не тільки голос, але й зображення Сальси на плівку, що дозволяє барону дивитися знову і знову її останній виступ.
У фільмі є посилання на роман Брема Стокера «Дракула», теми якого перегукуються з «Замком у Карпатах». Коли барон фон Горц заманює графа Телеке та Вільяма на вечерю, то серед інших частувань на столі стоїть вино зі специфічною назвою «Дракула». На етикетці значиться рік розливу — 1880-й, але знаменитий роман Брема Стокера уперше був надрукований 1897 року, коли відбуваються події «Таємниці Карпатського замку».

## У ролях
- Міхал Дочоломанський — граф Фелікс Телеке
- Евеліна Штеймарова — примадонна Сальса Верде
- Властіміл Бродський — Ігнац
- Мілош Копецький — Барон Рудольф фон Горц
- Гелена Ружичкова — оперна діва
- Рудольф Грушинський — професор Орфанік
- Аугустин Кубан — Тома Глухонімий
- Ян Гартль — помічник лісничого Вільям Дезі
- Ярослава Кречмерова — Меріотта
- Ольдржих Велен — шинкар
- Мила Мисликова — шинкарка
- Самюель Адамчик — кмет
- Ян Скопечек — чоловік у кожусі
- Вацлав Котва — вчитель
- Іржі Лір — префект
- Барбора Степанова — дівчинка
- Карел Гоуска — селянин
- Вацлав Мареш — селянин
- Ладислав Жупанич
- Франтішек Філіповський

## Знімальна група
- Режисер: Олдржих Липський
- Сценаристи: Олдржих Липський, Іржі Брдечка, Жуль Верн — роман
- Оператор: Віктор Ружичка
- Композитор: Любош Фішер
- Художники:
  - Рудольф Сталь — постановник,
  - Ян Зазворка — постановник,
  - Irena Greifová — по костюмах,
  - Владислав Рада — за декораціями,
  - Jiri Rulik — за декораціями
- Монтажер: Мирослав Гайєк

Дубляж
Фільм дубльовано російською мовою на кіностудія імені Олександра Довженка в Києві у 1981 році. Зокрема, ролі дублювали: Ігор Стариков та Валентина Гришокіна.

## Нагороди
- 1984 — Кінофестиваль «Фанташпорту», нагороджений International Fantasy Film Award за кращий сценарій (Ольдржих Липський, Іржі Брдечка) і номінований International Fantasy Film Award за кращий фільм — Ольдржих Липський

## Інші назви
- Оригінальна назва: Tajemství hradu v Karpatech
- Тайна Карпатського замку